# 山下高明
山下 高明（やました たかあき、1967年3月9日 - ）は、日本の男性アニメーター、キャラクターデザイナー。福岡県出身。2014年4月よりスタジオ地図所属。
九州産業大学付属九州高校デザイン科卒業。レイアウトや原画は細かい箇所にまでこだわって精密に描くという特徴がある。

## 略歴
高校在学時からアニメーターを目指し、作画スタッフの募集をしていないにもかかわらず大量の自作絵を東映動画（現：東映アニメーション）に持参する。その腕を先輩アニメーターの角田紘一に認められて東映動画に所属。この4年後に入社するアニメーターの細田守の師匠でもあった。
その関係からか、彼の演出または監督作品に作画監督などの役職で多数参加している。他にも西田達三の師匠であり福田道生と同僚でもあった。その為、上手いと言われているアニメーター（その殆どが東映アニメーションと縁がある。）との関係が多い。
作画だけではなく美術方面にも進出している作品も僅かながら存在し、『聖闘士星矢 天界編 序奏〜overture〜』では美術設定を担当した。
『電脳コイル』第2話では原画だけの参加だけでなく磯光雄と共同で美術設定を担当し、彼の持つ技術が発揮された。細田守曰く、ここぞという作品にしか参加しないという。
本人曰く、レイアウトはアイラインや空気、ライティングを重視し、人物はシルエット的に見て動きが気持ちよければいいと発言している。現在のレイアウトは細田守との仕事で身に付けたものだという。趣味は風景などの写真集の収集(成安造形大学 公開講義、2007年9月30日)。
高校時代、授業の一環として『欽ちゃんの仮装大賞』に出場し優勝をおさめている。その優勝メンバーには『ためしてガッテン』などの模型を製作している特殊美術デザイナー服部弘弐もいた。

## 主な参加作品

### テレビアニメ
- ゲゲゲの鬼太郎 地獄編（原画#2）
- 悪魔くん （原画#42）
- ゲゲゲの鬼太郎 第4作 （原画、1996年）
- 地獄先生ぬ〜べ〜 （原画／OP原画、1996年〜1997年）
- るろうに剣心 -明治剣客浪漫譚- （OP原画、1996年〜1998年）
- 美少女戦士セーラームーン セーラースターズ （原画#7・18、1996年〜1997年）
- アリスSOS （OP原画）
- 銀装騎攻オーディアン（原画#1）
- SLAM DUNK（原画、2期OP）
- ひみつのアッコちゃん 第3作 （原画#14、1998年〜1999年）
- デジモンアドベンチャー02 （原画#30、2000年〜2001年）
- キン肉マンII世 second generations（原画#34・44、2002年）
- キン肉マンII世 second generations ULTIMATE MUSCLE（原画#1・11、2002年）
- 金色のガッシュベル!! （OP原画1期3期、2003年〜2006年）
- TEXHNOLYZE （原画#15、2003年）
- 怪 〜ayakashi〜 化猫（原画#3）
- 冒険王ビィト エクセリオン （OP原画）
- 蟲師 （原画#21、2005年〜2006年）
- ガイキング LEGEND OF DAIKU-MARYU （原画#1・4・13・21・28・38・OP、2005年〜2006年）
- ケモノヅメ （原画#8、2006年）
- 祝!(ハピ☆ラキ)ビックリマン （原画#29・34、2006年〜2007年）
- REIDEEN （原画#7、2007年）
- モノノ怪 （原画#1・5・12、2007年）
- 電脳コイル （原画・美術設定#2・8、美術設定#2、2007年）
- ぼくらの （原画#12、2007年）
- ヒャッコ（原画#13、レイアウト、2008年）
- 新世界より（原画#25、2012年～2013年）
- マジンボーン（原画#1、2014年）

### 劇場アニメ
- オーディーン 光子帆船スターライト（動画、1985年）
- 三国志（原画）
  - 三国志 第一部・英雄たちの夜明け（1992年、第2原画も担当）
  - 三国志 第二部・長江燃ゆ!（1993年）
  - 三国志 完結編・遥かなる大地　（1994年）
- 遠い海から来たCOO（原画、1993年）
- キャンディキャンディ（原画）
- 聖闘士星矢 最終聖戦の戦士たち（原画、1989年）
- SLAM DUNK（原画、1994年）
- SLAM DUNK 全国制覇だ!桜木花道（原画、1994年）
- SLAM DUNK 湘北最大の危機!燃えろ桜木花道（原画、1995年）
- 美少女戦士セーラームーン外伝 亜美ちゃんの初恋（原画）
- ドラゴンボール 最強への道 （作画監督補佐、原画）
- GS美神 極楽大作戦!!（原画、1994年）
- ゲゲゲの鬼太郎 大海獣（原画、1996年）
- 金田一少年の事件簿 殺戮のディープブルー（原画）
- 金田一少年の事件簿 オペラ座館・新たなる殺人（原画）
- 地獄先生ぬ〜べ〜 午前0時ぬ〜べ〜死す!（原画）
- バニパルウィット（原画、1995年）
- 銀河鉄道999 エターナル・ファンタジー（メカニックエフェクト作画監督）
- ゲゲゲの鬼太郎 大海獣 （原画、1996年）
- キューティーハニーF（原画、1997年）
- パーフェクトブルー （原画、レイプ未遂シーン、1998年）
- デジモンアドベンチャー （作画監督、1999年）
- デジモンアドベンチャー ぼくらのウォーゲーム! （作画監督、キャラクターデザイン、2000年）
- デジモンアドベンチャー02 デジモンハリケーン上陸!!/超絶進化!!黄金のデジメンタル （作画監督、2000年）
- 劇場版デジモンアドベンチャー02 ディアボロモンの逆襲 （原画、2001年）
- 東京ゴッドファーザーズ（原画、2003年）
- キルビル アニメーションパート（原画、2003年）
- 聖闘士星矢 天界編 序奏〜overture〜 （美術設定、2004年）
- スチームボーイ （原画、2004年）
- 劇場版 金色のガッシュベル!! 101番目の魔物 （原画、2004年）
- ONE PIECE THE MOVIE オマツリ男爵と秘密の島 （共同キャラクターデザイン、作画監督、2005年）
- 劇場版 鋼の錬金術師 シャンバラを征く者 （原画、2005年）
- ふたりはプリキュア Max Heart （原画、2005年）
- 鋼の錬金術師 シャンバラを征く者（原画、2005年）
- 狼少年モンゴルの蒼き空（作画監督）
- 劇場版 金色のガッシュベル!! メカバルカンの来襲 （原画、2005年）
- 映画ドラえもん のび太の恐竜2006 （原画、2006年）
- 時をかける少女 （原画、2006年）
- 鉄コン筋クリート （原画、2006年）
- ONE PIECE THE MOVIE エピソードオブチョッパー+冬に咲く、奇跡の桜 （原画、2008年）
- スカイ・クロラ The Sky Crawlers（原画、2008年）
- Genius Party Beyond「陶人キット」（原画、2008年）
- サマーウォーズ（レイアウト設定、2009年）
- おおかみこどもの雨と雪（作画監督、2012年）
- 虹色ほたる 〜永遠の夏休み〜（画面設計・レイアウト作監、2012年）
- ONE PIECE FILM Z （原画、2012年）
- ドラゴンボールZ 神と神（原画、2013年）
- BUDDHA2 手塚治虫のブッダ -終わりなき旅-（原画、2014年）
- 思い出のマーニー（原画、2014年）
- バケモノの子（作画監督、2015年）
- さよならの朝に約束の花をかざろう（原画、2018年）
- 未来のミライ（画面設計、2018年）
- LUPIN THE IIIRD 峰不二子の嘘（原画、2019年）
- 竜とそばかすの姫（作画監督、2021年）

### OVA等
- 光の風のアーマ（原画、ハウステンボス アニメワールド館にて上映）
- ゲゲゲの鬼太郎 地獄編 パイロット版（原画）
- 代紋TAKE2 第II章（原画）
- ヤンキー烈風隊6 血の決着!遠州血゛獄一家（原画）
- 支配者の黄昏 TWILIGHT OF THE DARK MASTER（原画）
- 花のあすか組!2 ロンリーキャッツ・バトルロイヤル（原画、1990年）
- 天上編 宇宙皇子（原画#1・4）
- 鴉天狗カブト 黄金の目のケモノ（原画、1992年）
- クライング フリーマン5 戦場の鬼子母神（作画監督、原画）
- クライング フリーマン完結編（作画監督、原画）
- 犬木加奈子絶叫コレクション　学校がこわい！（作画監督、原画）
- プラスチックリトル（原画、1994年）
- THE八犬伝 新章（原画#4、1993年）
- シャーマニックプリンセス（原画#2、1996年）
- 荒くれKNIGHTⅡ 死神たちの公道レース（原画）
- BE-BOP-HIGHSCHOOL（原画）
- KEY THE METAL IDOL（原画#12、1997年）
- 電脳戦隊ヴギィ'ズ★エンジェル（原画#2）
- 湘南爆走族10 FROM SAMANTHA（原画、1999年）
- 湘南爆走族12 完結篇 桜吹雪の卒業式（原画、1999年）
- インターステラ5555（原画）
- Kanon 東映版 特典「風花」（原画、2002年）
- 村上隆 SUPERFLAT MONOGRAM（キーアニメーター、2003年）
- てなもんやボイジャーズ（原画#2、1999年）
- 青の6号（原画#4）

### WEBアニメ
- LUPIN THE IIIRD 銭形と2人のルパン（原画、2025年）

### ゲーム
- EVE The Lost One（原画、1998年）
- クロノ・トリガー（原画、1999年）